# Tragedy Khadafi
Tragedy Khadafi (* 18. August 1971 in Queens, New York City als Percy Chapman) ist ein US-amerikanischer Rapper der Stilrichtungen Hardcore-Rap, Political Rap und Eastcoast-Hip-Hop, der bereits seit dem Golden Age aktiv ist und Teil der Juice Crew war.

## Biografie
Percy Chapman wurde als Sohn einer alleinerziehenden, heroinsüchtigen Mutter in einer Sozialwohnungssiedlung in Queens geboren. Er hatte eine schwere Kindheit, geprägt von Armut und seinem Stiefvater, der Percys Bruder und Schwester vergewaltigte.
Bereits im Alter von 9 Jahren kam er mit Hip-Hop in Kontakt, der sich zu dieser Zeit in der Süd-Bronx entwickelte und sich von dort aus in die verschiedenen Stadtteile New York Citys ausbreitete. Inspiriert durch das Lied „Rock the Bells“ von LL Cool J, wollte er schließlich selbst rappen. Er gab sich den Namen Jadeski und tat sich mit dem DJ Hot Day zusammen. Als das Duo The Superkids veröffentlichten sie 1986 in Eigenregie einige Lieder, die die Aufmerksamkeit von Marley Marl erregten. Dieser brachte Chapman dazu, sich von Hot Day zu trennen und stattdessen seiner Juice Crew beizutreten. Als Teil dieser nahm er, nun unter dem Pseudonym Tragedy auftretend, die beiden Titel „The Rebel“ und „Live Motivator“ für Marley Marls Album „In Control, Volume 1“ auf.
Noch bevor das Werk erschien, wurde Chapman jedoch 1988, damals 16 Jahre alt, wegen eines Raubüberfalls zu einer 20-monatigen Haftstrafe im Hochsicherheitsgefängnis in Elmira verurteilt. Dort las er viel über die afroamerikanische Kultur, die Lehren der Nation of Islam sowie die Bücher von Malcolm X. Davon beeinflusst, schrieb er sich in einem Community College ein und studierte dort die Geschichte der Afroamerikaner.
An einer Karriere als Musiker hatte Chapman zu dieser Zeit kein Interesse mehr. Das änderte sich jedoch, als er den MC Joe Fatal traf, der ihn davon überzeugte, wieder selbst zu rappen. Bald darauf unterschrieb Chapman einen Plattenvertrag bei A&M Records. Er nannte sich nun Intelligent Hoodlum (englisch für „intelligenter Gangster“) und veröffentlichte unter diesem Namen 1990 sein ebenso benanntes Debütalbum, das komplett von Marley Marl produziert wurde. Lyrisch verarbeitete er das Wissen, das er im Gefängnis und am College erworben hatte, und wandte es auf seine Lebensumstände an, sodass seine Musik in jenen Tagen dem Political Rap zuzurechnen war.
Auch der 1993 erschienene Nachfolger „Tragedy: Saga of a Hoodlum“ blieb diesem Stil treu. Beide Alben erreichten zwar, genau wie die Singles „Black & Proud“ und „Back to Reality“, einige Spartencharts des Billboard-Magazins, konnten sich jedoch weder in den Billboard 200 noch in den Billboard Hot 100 platzieren.
Wegen dieser relativen Erfolglosigkeit betätigte sich Chapman fortan als Zuhälter. Dabei geriet er in einen Bandenkrieg und erlitt eine Schusswunde, die ihn jedoch nicht schwer verletzte.
Chapman änderte daraufhin zum letzten Mal seinen Künstlernamen. Er hängte nun an seinen bereits früher benutzten Alias Tragedy den Nachnamen Khadafi an, Bezug nehmend auf Muammar al-Gaddafi. Grund dafür war, dass er sich damals laut eigener Aussage über die krassesten Weltpolitiker und Diktatoren informierte und al-Gaddafis Biografie spannend fand. Darüber hinaus passte es seiner Meinung nach zur Atmosphäre, die er mit seiner Musik erzeugen wollte. Außerdem erweiterte er seinen Stil und machte nun auch Hardcore-Rap.
In der Folge arbeitete er viel mit anderen Künstlern zusammen. Dabei entdeckte er Capone-N-Noreaga und nahm mit diesen 1996 das Lied „L.A., L.A.“ auf. Dabei handelte es sich um eine Antwort auf „New York, New York“ von Tha Dogg Pound im Zuge des East-Coast-vs.-West-Coast-Beefs. Das Stück wurde ein Spartenerfolg und verkaufte sich 65.000-mal.
1997 half er Capone-N-Noreaga bei deren Debütalbum „The War Report“. Neben dem Duo ist er fast gleichwertig auf dem Werk vertreten, dennoch führte der Erfolg des Albums, das Platz 21 der Billboard 200 erreichte, nicht zu gesteigertem Interesse an Chapmans Person.
Daraufhin entstand ein Beef zwischen Tragedy Khadafi und Noreaga, der geprägt war von gegenseitigen Vorwürfen. So sah sich Chapman durch die folgenden Geschäftsentscheidungen von Noreaga ausgebootet, während jener behauptete, Tragedy Khadafi habe Capone-N-Noreaga beraubt. Der Zwist wurde auch in der Musik der beiden Parteien verarbeitet. Khadafi wurde auf „Halfway Thugs II“ von Noreaga lyrisch angegriffen; dieser verarbeitete den Streit auf „Blood Type“.
Das letztgenannte Lied wurde 1998 veröffentlicht und war zugleich auch die Single von Tragedy Khadafis drittem Album „Against All Odds“. Obwohl es bereits 1999 fertiggestellt war, wurde dessen Freigabetermin immer wieder verschoben und erschien schließlich erst 2001.
Anschließend wurden regelmäßig neue Alben herausgegeben, die jedoch nach „Still Reportin′“ keine kommerzielle Bedeutung mehr erlangten.
2005 gründete er zusammen mit Hell Razah, Killah Priest, Timbo King und William Cooper die Gruppe Black Market Militia und nahm mit dieser ein Album auf.
Ende 2007 wurde seine Karriere unterbrochen, da er wieder ins Gefängnis musste. Wegen Drogenhandels wurde er zu etwas mehr als drei Jahren Haft verurteilt, wurde jedoch einige Monate früher, im Juni 2010 entlassen. Die in der Zwischenzeit erschienenen Alben basierten auf bereits zuvor aufgenommenem Material. Nach seiner Entlassung arbeitete er an weiterer Musik, die unter anderem auf „Thug Matrix 3“ von 2011 und „Pre Magnum Opus“ von 2014 erschien.
Im April 2019 erschien Camouflage Regime, ein gemeinsames Album mit Vinnie Paz.

## Diskografie

### Alben
- 1990: Intelligent Hoodlum
- 1993: Saga of a Hoodlum
- 2001: Against All Odds
- 2001: Thug Matrix 4118
- 2003: Still Reportin
- 2005: Thug Matrix
- 2006: Blood Ballads
- 2006: Thug Matrix²
- 2007: The Death of Tragedy
- 2008: Q.U. Soldier
- 2009: Lethal Weapon (gemeinsam mit Trez)
- 2011: Thug Matrix 3
- 2014: Pre Magnum Opus
- 2019: Camouflage Regime (gemeinsam mit Vinnie Paz)

### Singles
- 1990: Black & Proud
- 1990: Back to Reality
- 1991: Arrest the President
- 1993: Posse (Shoot’ Em Up)
- 1993: Grand Groove
- 1994: Street Live
- 1998: Blood Type
- 2000: Bing Monsters
- 2001: What’s Good
- 2003: You Make Me / Still Reporting
- 2003: Hood / Hood Love
- 2005: Break Bread / The Game